# 小鴨由水
小鴨 由水（こかも ゆみ、1971年12月26日 - ）は、日本の女子陸上競技長距離走・マラソン元選手。元女子マラソン日本最高記録保持者・1992年バルセロナオリンピック女子マラソン日本代表。
兵庫県明石市出身。1984年4月に明石市立大蔵中学校に入学後、陸上競技部に所属。その時、生涯の恩師となる荻野卓と出会い指導を受ける。中学卒業後の1987年4月に兵庫県立明石南高等学校に入学（同期にキャスターの望月理恵がいる）。1990年3月に高校卒業後、同年4月大阪府池田市のダイハツ工業へ入社・女子陸上競技部に所属。1994年龍谷大学短期大学部に入学、1996年に短大卒業。現在は二児の母で、福岡市城南区在住。

## 経歴

### 大阪国際女子マラソン、初マラソン世界最高記録で初優勝
ダイハツに入社してから1年半後、1991年10月の全日本実業団対抗陸上競技選手権大会・女子10000mでは、33分19秒94で10位となり、チームの先輩だった浅利純子（16位）よりも先着した。同年11月の神戸女子20kmロードレースでは浅利とゴールまで競り合い、7秒の僅差で敗れはしたがともに日本最高記録に近いタイムであった。小鴨の回想では、このレースの後、監督の鈴木従道からは「優勝した浅利より、今日は小鴨が凄く良かった」と称賛の言葉を受け、翌日に大阪国際女子マラソンへの出場を打診されて受諾したという。力を付けて来てはいたものの、その時点での小鴨はマスコミなどから、オリンピック日本代表候補として注目されるランナーではなかった。
小鴨がまだ20歳になったばかりの1992年1月、バルセロナオリンピック女子マラソンの代表選考会であった大阪国際女子マラソンで初マラソンに挑む。出場を受諾したとき、小鴨はこれが五輪代表の選考レースであるという意識は殆どなかったと述べている。ところが、同マラソンの36km地点過ぎまで小鴨と浅利は先頭で併走し続け、その後浅利が脱落すると小鴨の完全独走状態となる。そして浅利と同じくバルセロナ五輪女子マラソン代表選出を狙っていた松野明美（彼女も初マラソン）のレース後半の追い上げも退けて、いきなりフルマラソン初優勝を果たした。大阪国際女子マラソンでは日本人として初めての優勝者、しかもゴールタイムの2時間26分26秒は当時の日本女子最高記録、さらに女子選手として初マラソン世界最高記録という快挙で、小鴨は20歳で一躍日本女子マラソン界のトップに立った。本人は「自分のペースで気持ちよく走っていたら、勝っちゃった」という印象だったという。
初マラソンとはいえ、文句のない成績からバルセロナオリンピック・女子マラソン日本代表に選出された。それでも想定外ともいえる小鴨の代表選出は、のちに松野明美と有森裕子の代表争いの騒動を呼ぶきっかけともなった（結果有森が3番手で選出され松野は落選）。小鴨自身も「まさか自分がオリンピック代表選手になれるとは夢にも思わなかった」と、当時は嬉しさよりも戸惑いの方が大きかったと、既に初マラソンで「燃え尽き症候群」の状態だったと語っている。また大阪国際女子マラソンのゴール直後には、監督の鈴木から「君は（浅利の）ペースメーカーだったんだよ」と、暗に彼女の優勝は望んでいなかったようなことを言われたともされるが、本人は後年のインタビューでそれを否定している。さらにバルセロナ五輪日本代表決定の後は、周囲からの大きな期待が彼女自身にとって物凄いプレッシャーとなってゆき、後年小鴨は「オリンピックに出るのが段々と怖くなった」等と当時を述懐していた。

### バルセロナ五輪女子マラソン出場・29位で完走
1992年6月、地元・兵庫県立明石公園内の陸上競技場で開催されたオリンピック前の壮行記録会へ、小鴨は当時のダイハツ所属選手らとともに出走。ところが、高地トレーニングで体調を崩した影響からか、先頭から周回遅れにされて完走した13人中12位の結末に、ゴール後の小鴨は思わず悔し涙を流してしまう。その後再び米国の合宿地に渡り猛練習を行うも調子が全く上がらず、小鴨自ら鈴木監督に「五輪を走りたくありません」と直訴するまで、精神的に追い詰められてしまったという。
そんな中、実父と中学時代の恩師の二人が急遽日本から飛行機で訪れ、米国の空港で小鴨と再会。その際に恩師から「バルセロナ五輪は、両親のために頑張って走ったらどうだ？」と励まされた言葉に、小鴨は「走る意味」を思い出させてくれたという。その数日後に小鴨は鈴木監督らとともに、日本へ緊急帰国。マスコミからは一時「小鴨が肝機能障害により女子マラソン五輪代表辞退濃厚、補欠代表の谷川真理が繰り上がるのでは？」という報道がされる中で、ダイハツの鈴木監督や日本陸連は「（小鴨の）体調はかなり良くなった。オリンピックは大丈夫」と揃って完全否定、あえて五輪出場を正式に表明した。そして同年7月末、スペイン・バルセロナ入りした小鴨は、本番前選手村の記者会見で「私自身の持つ力を全て出し切るだけです」とコメントしていた。
1992年8月1日に開催された、バルセロナ五輪女子マラソン本番レースでは、号砲直後小鴨だけ一人飛び出し積極的な処も見せていた。15km付近で集団に吸収された後はほどなくして先頭集団からも遅れ出し、メダル・入賞争いからは完全に脱落。結局万全の体調ではない状態での出走となり、何とか完走はしたものの2時間58分台と29位の惨敗に終わり、ゴール後は猛暑による脱水症状の影響で医務室へ運ばれた（当初小鴨は30位だったが、ドーピング違反者が出たため29位へ繰り上げ。有森が2位入賞を果たし銀メダル獲得、山下佐知子は4位入賞）。それでも小鴨自身はのちに「オリンピックの大舞台だからこそ絶対にゴールしたかった。アトランタオリンピックの有森さんではないが、こんな状態でも完走出来た『自分を自分で褒めたい』心境だった」と語っている。
バルセロナ五輪の終了後から「走る事以外にも挑戦してみたい」とも考え続けていた小鴨は、翌1993年3月に「オリンピックが終わって緊張が切れました。仕事で走るのが嫌になったというのが本心です」と神妙な表情をしながら記者会見で述べ、当時21歳の若さでダイハツ陸上部からの退部・退社を表明した。

### 市民ランナーとして
ダイハツ退社後は明石市の実家に戻り、一時陸上競技からは完全に遠ざかっていたが、1994年に龍谷大学短期大学部社会福祉科に入学。短大卒業後の1996年、福岡市の岩田屋陸上部に入部。重松森雄監督の指導を受けながら、全日本実業団対抗女子駅伝にアンカーとしても出場した。しかし、1999年に岩田屋陸上部の廃部に伴い退社。
2000年1月の大阪国際女子マラソンでは、一般参加選手として8年ぶりにフルマラソンに復帰、3時間24分台の記録ながら完走を果たす。尚かつて同ダイハツ所属のチームメート・浅利純子も大阪国際にエントリー、シドニーオリンピックを目指し国内招待で出場したが15km過ぎで途中棄権、鈴木監督がリタイアの浅利を抱きかかえる光景を目撃した小鴨は吃驚したという。結果的に同マラソンが、浅利の現役ラストランとなった。
1998年、2歳上のパン職人と結婚し、一時「松永姓」となった。2002年、第一子を出産。翌年の11月、自身初めて「ママさんランナー」として東京国際女子マラソンに出走。2006年、第二子を出産。
2007年1月から岩田屋時代の監督だった重松森雄のもと、競技を再開。設立されたクラブチーム、ファーストドリームACに参加し、2009年1月の大阪国際女子マラソンへ9年ぶりに出場。バルセロナ五輪時の自身のタイムを上回ることを目指していたが、あと34秒届かずゴール後に「悔しい」と苦笑いを浮かべていた。しかし、同年8月の北海道マラソンでは、最高気温が25度を下回る好条件も有り、2時間52分台でゴールを果たす。翌2010年1月の大阪国際女子マラソンにも2年連続で出場、雨天の中昨年の同大会よりも8分以上タイムを更新、自身2番目のマラソン記録となった。
その後2010年9月にファーストドリームACを退部、主に個人で練習を続けている（現在所属は大濠ランナーズ）。翌2011年1月、コースが一部変更された大阪国際女子マラソンへ、「小鴨由水」での登録で出走。しかし低過ぎる気温と冷たい強風の悪天候が影響してか、3時間切りのゴールタイムは達成出来なかった。同年11月には地元兵庫県で開催の第1回神戸マラソンに出場、女子選手では全体8位の好成績でフィニッシュした。
しかし夫とは、2011年に生活のすれ違い等を理由に離婚。小鴨姓に戻りシングルマザーとして生活していた。福岡市社会福祉事業団に勤務し、福岡市障がい者スポーツセンター、老人福祉センター、心身障がい福祉センターの指導員も務めていた。だが2014年1月に、元夫を大動脈解離で突然亡くしてしまう。それを機に、同年11月よりフコク生命の営業職も兼業していた（3年5か月後の2018年3月限りで退職し、独立して代理店契約を締結）。また、有森裕子が設立した「ライツスポーツネットワーク」のメンバーとして、スポーツイベントの講師やランニング指導者等としても活動中である。
2018年4月から6月まで、在住する福岡県の地元紙である西日本新聞に「小鴨由水さんの聞き書き「人生走快」」が70回にわたり掲載された。

### 福岡市議会選挙へ立候補・落選
2018年7月30日、翌2019年春の統一地方選で実施予定の福岡市議会選挙に、無所属で立候補する意向を固めた事が報道され、西日本新聞の取材に小鴨は「アスリートや母親の立場で議会に新しい風を吹かせ、障害者福祉に取り組みたい」と述べていた。しかし2019年4月7日に投開票の、福岡市中央区・市議選において当選ラインにはあと一歩届かず、小鴨は「この落選も人生の一つかな」と目を潤ませていた。
以後は西日本短期大学で非常勤講師、沖データコンピュータ教育学院硬式野球部の副部長を務める。

## 自己記録
- 1500m 4分31秒5
- 3000m 9分53秒00
- 5000m 16分15秒00
- 10000m 33分10秒00
- 20km 1時間7分10秒
- ハーフマラソン 1時間12分34秒
- マラソン 2時間26分26秒

## マラソン全記録
- 1992年1月 大阪国際女子マラソン 2時間26分26秒 優勝（当時日本最高・初マラソン世界最高記録）
- 1992年8月 バルセロナオリンピック女子マラソン 2時間58分18秒 29位
- 2000年1月 大阪国際女子マラソン 3時間24分26秒 257位
- 2000年2月 愛媛マラソン 3時間09分42秒 2位
- 2002年11月 東京国際女子マラソン 3時間19分22秒 224位
- 2009年1月 大阪国際女子マラソン 2時間58分52秒 58位
- 2009年8月 北海道マラソン 2時間52分59秒 20位
- 2010年1月 大阪国際女子マラソン 2時間50分30秒 26位
- 2011年1月 大阪国際女子マラソン 3時間00分38秒 56位
- 2011年11月 神戸マラソン 3時間01分33秒 8位
- 2012年1月 大阪国際女子マラソン 3時間07分37秒 167位

## テレビ出演
- 爆報! THE フライデー（2015年11月20日、TBSテレビ）
- 石橋貴明のスポーツ伝説…光と影（2016年5月18日、TBSテレビ[22]）

## 関連書籍
- 『走ることで人生が変わった：ランナー27人の生き方』（貞池龍彦・瀬川恭子 (著)、書肆侃侃房・出版、2014年4月3日発売、ISBN 978-4863851436）
- 『幸せを届けに：五輪ランナー・小鴨由水 もう一つのゴール』（光本宜史 (著)、海鳥社・出版、2019年3月15日発売、ISBN 978-4866560458）